# Schloss Tambach
Schloss Tambach er et barok-slot beliggende ved Weitramsdorf i Landkreis Coburg i Oberfranken og har siden 1806 været i privateje af grevefamilien Ortenburg. Det ligger i delstaten Bayern ganske tæt på grænsen til Thüringen.
Der er offentlig adgang til den 50 ha store slotspark, som er indrettet som vildtreservat. I forbindelse hermed er indrettet et jagt- og fiskerimuseum og på modsat side Bundesstraße 303 er en 18-huls golfbane.
I slotsgården afholdes sommerkoncerter og julemarked, men kun ved særlige lejligheder er der offentlig adgang til slotskirken og enkelte private gemakker.

## Oprindelig kloster
Stedet blev i 1100-tallet bebygget af munke fra Cistercienserordenen i det nærved liggende Altenhof, knyttet til klosteret Langheim ved Lichtenfels. Munkene byggede her karpe-damme med dæmninger, som endnu er bavaret.
Tambach overhalede hurtigt Altenhof i størrelse og ophøjedes i 1200-tallet til kloster og tillagdes 100 år senere retsbeføjelser.
Bl.a. under Trediveårskrigen blev klostergården med tilhørende bryggeri stærkt beskadiget, men hen mod slutningen af 1600-tallet genopstod Tambach med hjælp fra det rige moderkloster i Langheim, som et prægtigt barok-slot. Efter en 50-årig stilstandsperiode udvidedes mod øst og abbed Stephan Mösinger satte sit våben over indgangsporten. Slottet blev Langheim-abbedens faste sommerresidens.
Byggeriet af midt- og vestfløjen, samt indretning af slotskirken i ren Louis Seize-stil, fuldførtes 1777-1786 under abbed Johann Nepomuk Pitius, hvis våben smykker den nordlige midtrisalit.

## Greve-familien Ortenburg
Ved sekularisering opløstes klostrene i Langheim og Tambach og klostergodset tilfaldt Kurfyrstendømmet Bayern, som ved byttekontrakt af 14. august 1805 med rigsgreve Joseph Carl zu Ortenburg ombyttede Tambach med hans stamgods Ortenburg i nederbayerske Passau og rigsgreven kunne således 20. januar 1806 tage sin nye residens i besiddelse.
Som følge af loven om Reichsdeputationshauptschluss og opløsningen af Det tysk-romerske Rige blev rigsgrevskabet samme år ombyttet med særrettigheder som standsherre.
Slotsbyggeriets afsluttedes i det store hele af Langheim-abbederne, men Ortenburg-greverne har også sat sit præg, hvilket bl.a. ses på den vestlige Heinrichstor fra 1910, der er modstykke til østportalen fra 1698. 
I over 200 år er slottet Tambach forblevet i greve-slægten Ortenburgs eje.
Den nuværende greve Heinrich zu Ortenburg var 1990-2002 gift med den svenske prinsesse Désirée (datter af prinsesse Birgitta og niece til Carl 16. Gustav), inden de skiltes.

## Tambach-arkivet 1943-1945
Af hensyn til arkivaliernes sikkerhed overførtes under 2. verdenskrig i april 1943 en del arkivalier fra Reichsluftfahrtministeriums arkiv og Marinearkivet (fra 1850 og frem) i Berlin til opbevaring på slottet i Tambach.
Tambach-arkivet blev 11. april 1945 beslaglagt af det amerikanske 5. regiments pansrede 11. division og bragt til London.
Fra august 1945 til juli 1947 mikrofilmedes dokumentsamlingen og kan nu ses på Naval History & Heritage Command i Washington DC.
Efter evaluering af de Allierede er Tambach-arkivet flyttet til Bundesarchiv-Militärarchiv i Freiburg.

## Eksterne links
- Jagd- und Fischereimuseum Schloss Tambach Arkiveret 17. august 2015 hos  Wayback Machine  Arkiveret 6. juli 2010 hos  Wayback Machine
- Wildpark Tambach
- Golf Club Coburg Schloss Tambach

50°13′58″N 10°51′56″Ø / 50.232835°N 10.86554°Ø